# Kaidesaari
Kaidesaari är en ö i Finland. Den ligger i sjön Pyhäjärvi och i kommunen Birkala i den ekonomiska regionen Tammerfors och landskapet Birkaland, i den södra delen av landet, 150 km nordväst om huvudstaden Helsingfors. Öns area är 0,2 hektar och dess största längd är 130 meter i öst-västlig riktning.